# Chahār Sotūn
Chahār Sotūn är en ort i Iran.   Den ligger i provinsen Västazarbaijan, i den nordvästra delen av landet, 700 km väster om huvudstaden Teheran. Chahār Sotūn ligger 2 348 meter över havet och antalet invånare är 446.
Terrängen runt Chahār Sotūn är lite bergig.Runt Chahār Sotūn är det ganska tätbefolkat, med 83 invånare per kvadratkilometer. Närmaste större samhälle är Salmās, 18,0 km sydost om Chahār Sotūn. Trakten runt Chahār Sotūn består i huvudsak av gräsmarker.